# Grevillea hislopii
Grevillea hislopii är en tvåhjärtbladig växtart som beskrevs av Olde & Marriott. Grevillea hislopii ingår i släktet Grevillea och familjen Proteaceae. Inga underarter finns listade i Catalogue of Life.